# Oligia aeruginis
Oligia aeruginis là một loài bướm đêm trong họ Noctuidae.